# Schleizer Dreieck
Das Schleizer Dreieck ist eine temporäre Motorsport-Rennstrecke in Thüringen nahe der Stadt Schleiz. Der seit 1923 genutzte, älteste Straßenrundkurs Deutschlands ist bis heute bekannt für Straßenrennen für Motorrad, Rennwagen und Tourenwagen, für historischen Motorsport sowie auch für internationale Wettbewerbsformate wie beispielsweise die Deutsche Motorrad-Straßenmeisterschaft (IDM).

## Streckendaten

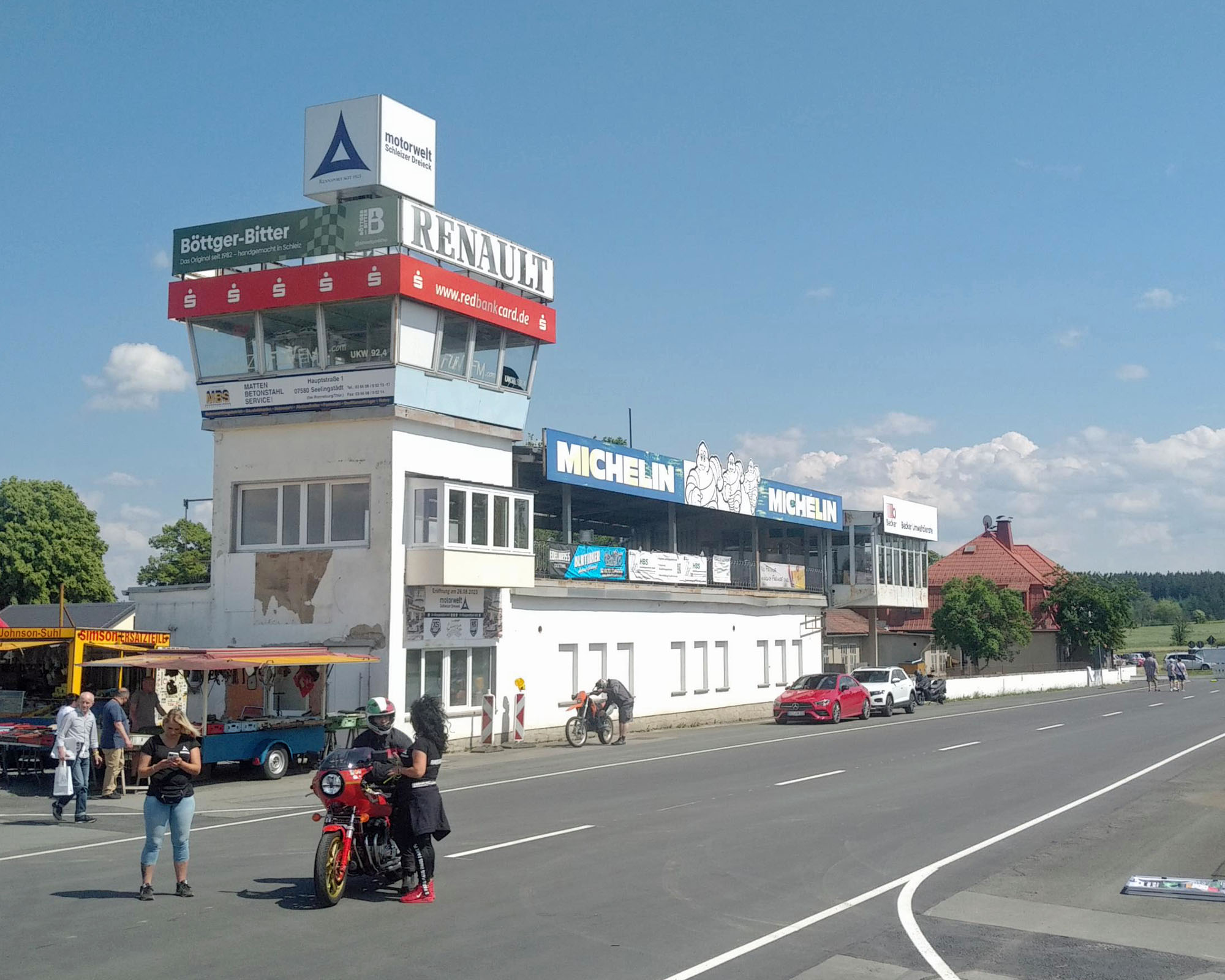
Altes Start- und Zielgebäude

- Streckenlänge bis Mai 1988: 7,631 km
- Streckenlänge bis 2003: 6,805 km
  - höchster Punkt: Schauerschacht – 539 m ü. NN
  - niedrigster Punkt: Seng – 470 m ü. NN
- Streckenlänge seit August 2004: 3,805 km
  - höchster Punkt: Buchhübel – 529 m ü. NN
  - niedrigster Punkt: Seng – 470 m ü. NN
- Rennrichtung: gegen den Uhrzeigersinn, bei Bergrennen und Slalom im Uhrzeigersinn

## Geschichte

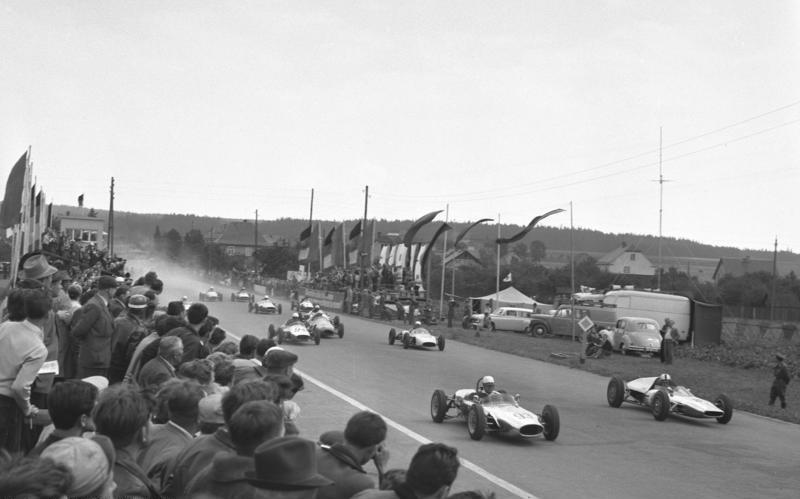
Internationales Formel-3-Rennen (1963)

Die Strecke wurde 1922 von Karl Slevogt, damals Direktor der Apollo-Werke in Apolda und ADAC-Gausportleiter, als potentielle Teststrecke für Bennstoffverbrauchsprüfungen „entdeckt“ und festgelegt. Am 10. Juni 1923 fand die erste Veranstaltung auf dem Straßendreieck statt, die eine Verbrauchsvergleichsfahrt für Automobile – mit 5 Litern Benzin sollte die größtmögliche Distanz erzielt werden – und ein über 6 Runden ausgetragenes Motorradrennen umfasste. Sportliche Höhepunkte waren der Gesamtdeutsche Meisterschaftslauf 1950 mit 250.000 Zuschauern sowie die internationalen Formel-3-Rennen in den 1960er Jahren.
Im Laufe der Jahre wurde die Strecke mehrmals umgebaut. So wurde beispielsweise 1988 das Nord-Eck, die Haarnadelkurve in Schleiz, durch eine Querspange mit eingebauter Schikane vor der Ortschaft ersetzt, um den Streckenverlauf zu entschärfen. Zusätzliche Schikanen in Seng und vor der Ortsdurchfahrt in Oberböhmsdorf verlangsamten die Strecke.
Die beiden südlichen Original-Ecken des Kurses, Heinrichsruh und Waldkurve, wurden auch in den 1990er Jahren mit schnelleren westlichen Fahrzeugen befahren, obwohl es an Auslaufzonen für Bremsvorgänge mangelte. Zudem führte die Strecke mit hohen Geschwindigkeiten durch Wohngebiete. Es wurde nach einer zeitgemäßen Lösung gesucht, die auch die beiden südlichen Ecken entschärft.
Nachdem die 1,3 Kilometer lange „Querspange“ westlich von Oberböhmsdorf fertiggestellt war, wurde am 21. August 2004 das auf die Hälfte der ursprünglichen Länge verkürzte Schleizer Dreieck neu eröffnet.
Heute wird das Schleizer Dreieck vor allem für Motorrad-, Gespann- und Veteranen-Rennen sowie für das ADAC-Bergrennen genutzt. Als Saisonhöhepunkt gilt der Lauf der Internationalen Deutschen Motorradmeisterschaft (IDM). Die Internationale Deutsche Supermoto Meisterschaft gastierte 2020 auf dem Schleizer Dreieck, wobei die Streckenführung rund um Start/Ziel der Straßenrennstrecke führte.
Ex-Rennfahrer Freddy Kottulinsky lebte bis zum Jahr 2008 in der Nähe und setzte sich für das Schleizer Dreieck ein.

## Sonstiges

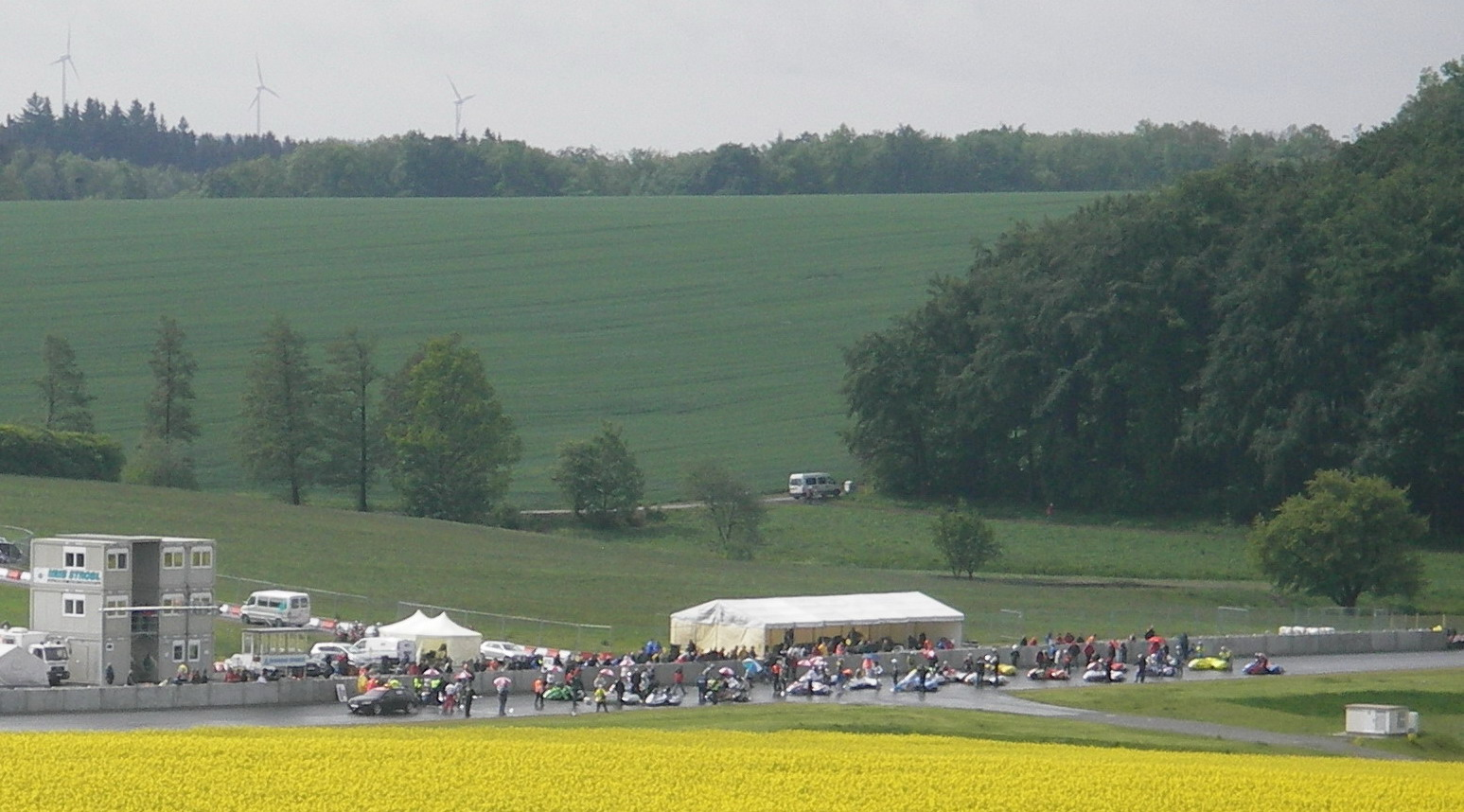
Start-Ziel-Gerade zur Seitenwagen-WM 2006

Am 16. Mai 2010 wurde erstmals auf dem Schleizer Dreieck ein Radrennen des German Cycling Cup ausgetragen. Start und Ziel waren auf der Rennstrecke. Beim jährlich stattfindenden Schleizer-Dreieck-Jedermannrennen gibt es drei Strecken über 38 km, 76 km und 152 km.
Das Bundesfinanzministerium hat zum 1. Juni 2023 ein Sonderpostwertzeichen „100 Jahre Schleizer Dreieck“ herausgegeben.

## Literatur

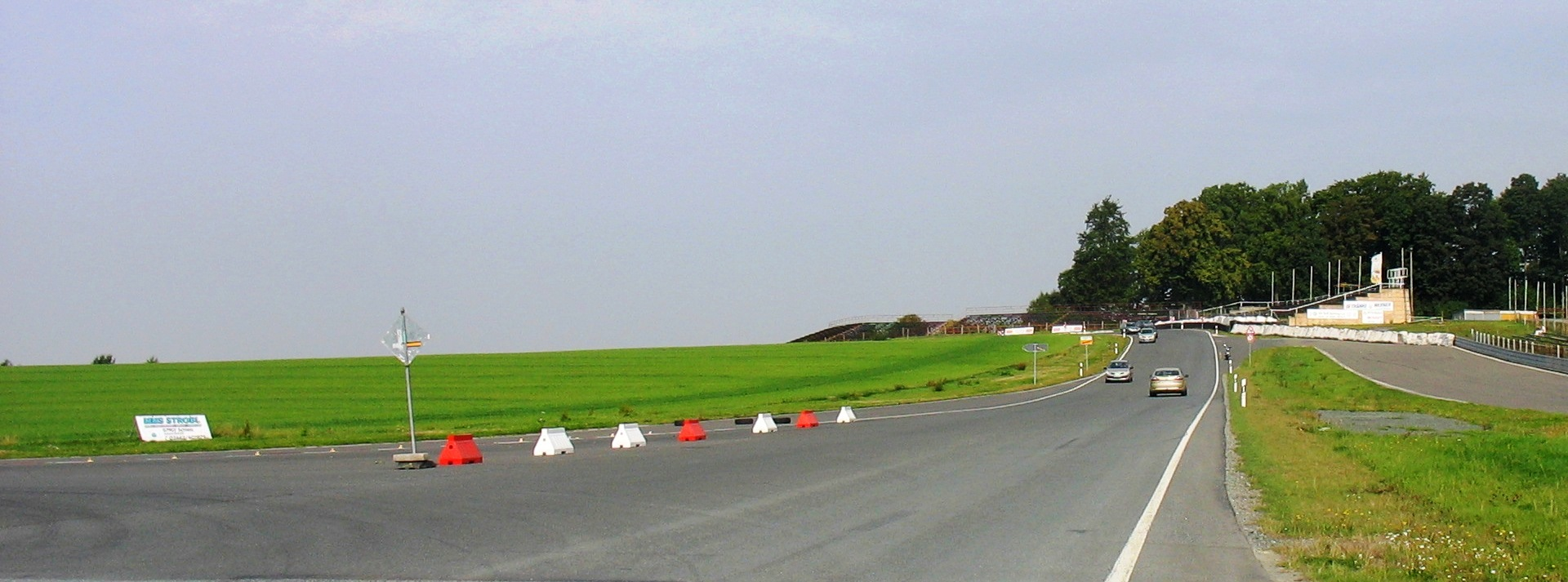
Streckenteil Buchhübel